# Pahtasaari (ö i Tornedalen, lat 66,73, long 23,90)
Pahtasaari är en ö i Finland. Den ligger i Torne älv och i kommunen Pello i den ekonomiska regionen  Tornedalens ekonomiska region  och landskapet Lappland, i den norra delen av landet, 700 km norr om huvudstaden Helsingfors. Öns area är 0,1 hektar och dess största längd är 70 meter i nord-sydlig riktning.